# Vietové

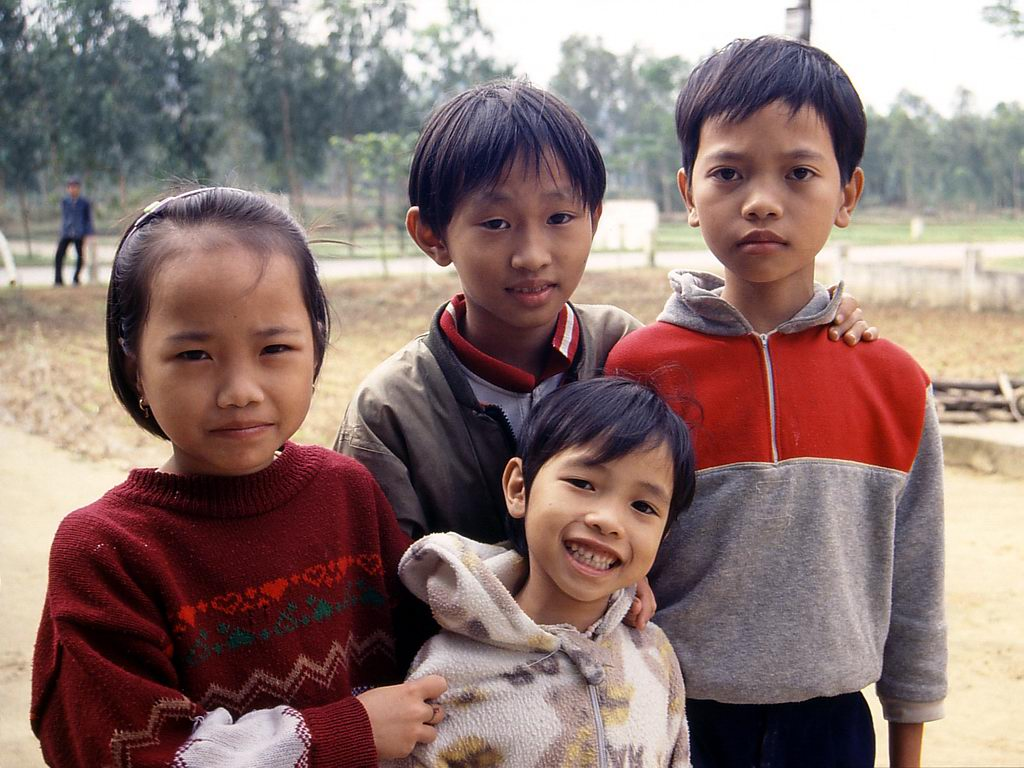
Vietnamské děti

Vietové, ve vietnamském prostředí zvaní také Kinhové (vietnamsky người Việt nebo người Kinh) jsou etnikum sídlící v Jihovýchodní Asii. Vietové tvoří většinu obyvatelstva Vietnamské socialistické republiky, tj. Vietnamců.

## Původ
Stále existuje nejasnost o původu Vietů. Podle čínských historických pramenů a rozboru vietnamského jazyka existují dvě teorie:
1. Vietové tvoří národ dříve sídlící na jihu Číny, avšak jsou etnicky a jazykově odlišní od Číňanů. Tak jako ostatní etnika sousedící na jihu od Žluté řeky, se kterými byli Vietové příbuzní, byli Vietové expanzí čínské říše nuceni migrovat stále jižněji a nakonec se usadili v okolí Rudé řeky.
2. Vietové jsou míšenci původních obyvatel australo-melanéského původu žijících kolem Rudé řeky a asiatických lidí, kteří přišli do této oblasti z Číny. Tato teorie je všeobecně přijata etnology. Potvrzuje to i vietnamský jazyk, který má podobně jako čínština různé tóny (vietnamština jich má však více), avšak původní slova nemají společné kořeny s čínskými slovy (později bylo do vietnamštiny přijato mnoho čínských slov), ale navíc jsou vietnamská slova na rozdíl od jazyků okolních států jednoslabičná.

Čína jako jedna z nejsilnějších starověkých civilizací kulturně a vojensky kmeny sousedící na jihu svého území postupně asimilovala a sinizovala. Tyto kmeny dnes tvoří v Číně národnostní menšiny. Vietové jako jediní z těchto kmenů si zachovali svoji integritu a následně si vybojovali nezávislost. Čínský vliv je však silně znát z jazyka a kultury.
Vietové tvoří zhruba 80 % obyvatelstva Vietnamské socialistické republiky. Aby se odlišili od ostatních etnik, sami nazývají svoje etnikum jako „người Kinh“ nebo „người Việt“ (slovo pravděpodobně vzniklo z čínského slova Yue). Ale společně s ostatními etniky (H'mong, Thai, Hoa…) žijící na území Vietnamu tvoří vietnamské obyvatelstvo – „người Việt Nam“, tj. Vietnamci. Tyto pojmy se v českém kontextu často zaměňují a pletou.

## Legendární původ

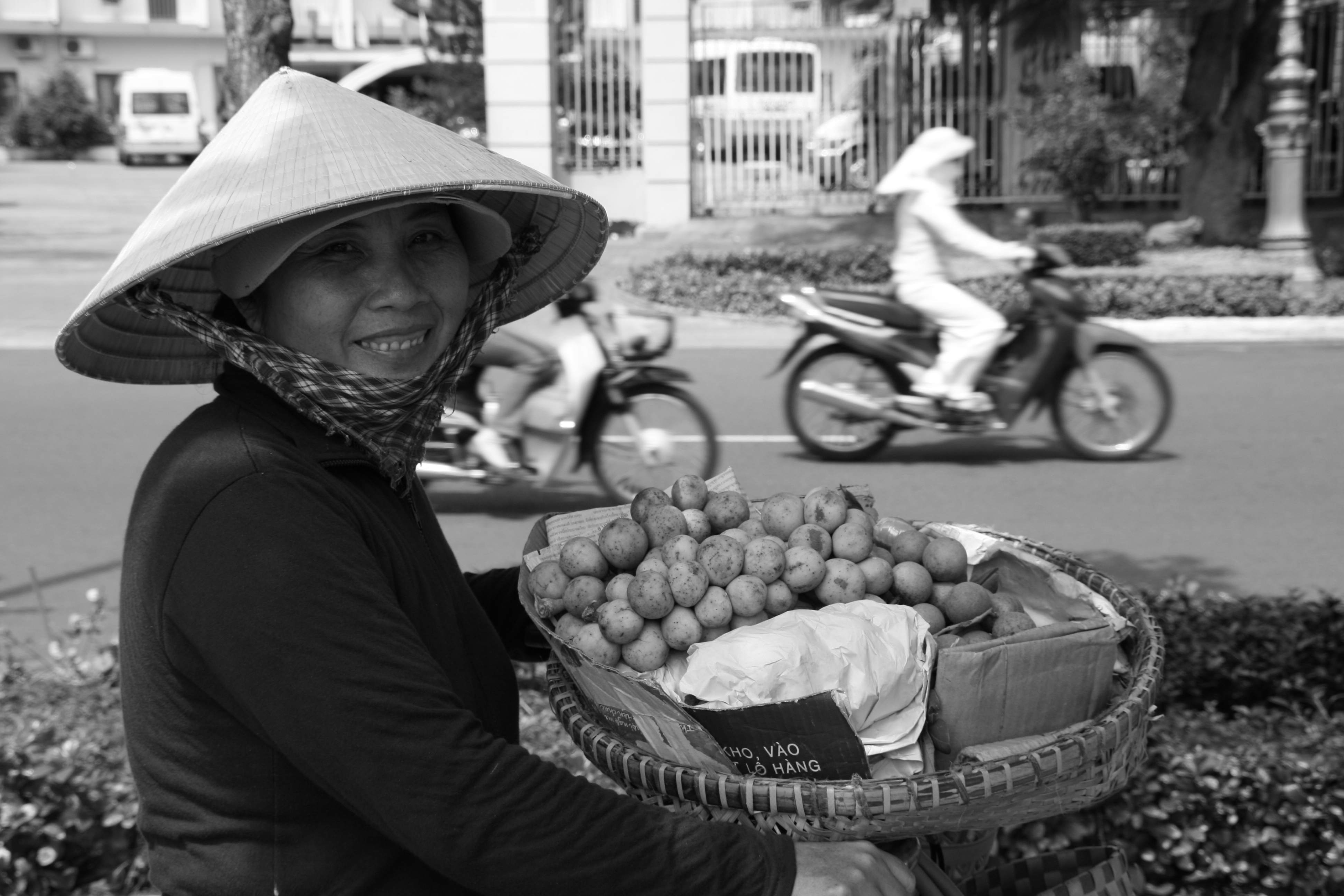
Vietnamská žena

Jako každé etnikum si Vietové svůj původ spojují s různými legendami a mýty. Podle legend jsou Vietové i další vietnamská etnika potomky nebeského draka Lạc Long Quân a víly moří Âu Cơ, kterým se narodilo 100 vajec, ze kterých se vylíhlo 100 dětí. 50 z nich následovaly svou matku a vrátily se zpět do moře a 50 zůstaly se svým otcem na zemi, kde vybudovaly vietnamské království.

## Náboženství
Vietové jsou většinou buddhisté, jejich kultura je však ovlivněna i konfucianismem a taoismem. Menší část populace se hlásí ke křesťanství, z toho většina k římskokatolické církvi.

## Příjmení
Nejčastější vietnamská příjmení jsou:
- Nguyễn 阮 (38,4 %)
- Trần 陳 (11 %)
- Lê 黎 (9,5 %)
- Huỳnh/Hoàng 黃 (5,1 %)
- Phạm 范 (5 %)
- Phan 潘 (4,5 %)
- Vu/Vo 武 (3,9 %)
- Đặng 鄧(2,1 %)
- Bùi 裴 (2 %)
- Do 杜 (1,4 %)
- Ho 胡 (1,3 %)
- Ngô 吳 (1,3 %)
- Dương 楊 (1 %)
- Lý 李 (0,5 %)
- Dinh (0.1%)